# Gnosippus
Gnosippus es un género de arácnido  del orden Solifugae de la familia Daesiidae.

## Especies
Las especies de este género son:
- Gnosippus anatolicus Roewer, 1961
- Gnosippus franchettii Caporiacco, 1937
- Gnosippus klunzingeri Karsch, 1880
  - Gnosippus klunzingeri klunzingeri
  - Gnosippus klunzingeri occidentalis
- Gnosippus yemenensis Simon, 1882